# Serianus dolosus
Serianus dolosus är en spindeldjursart som beskrevs av Clarence Clayton Hoff 1956. Serianus dolosus ingår i släktet Serianus och familjen Garypinidae. Inga underarter finns listade i Catalogue of Life.